# Mastigodryas moratoi
Mastigodryas moratoi là một loài rắn trong họ Rắn nước. Loài này được Montingelli & Zaher mô tả khoa học đầu tiên năm 2011.